# Vrtalna ladja
Vrtalna ladja (angleško Drillship) je vodno plovilo, ki se uporablja za vrtanje podmorskih naftnih ali plinskih vrtin. Vrtalne ladje imajo dinamični pozicijski sistem za vzdrževanje stacionarne pozicije. 
Prva vrtalna ladja je bila CUSS I, ki jo je leta 1955 zasnoval Robert F. Bauer od podjetja Global Marine. Uporabljala se je za vrtanje v globinah okrog 130 metrov. Novejše vrtalne ladje črpajo na precej večjih globinah in globlje pod morskih dnom.
Vrtalne ladje se ne uporabljajo za črpanje nafte (oz. plina), ko ladja izvrta vrtino jo zamaši. Vrtino bo kasneje uporabljala naftna ploščad ali pa FPSO plovilo. 
Primerjava vrtalnih ladij
| Vrtalna ladja  | Leto uporabe | Globina vode |
| -------------- | ------------ | ------------ |
| CUSS I         | 1961         | 100 metrov   |
| Discoverer 534 | 1975         | 2100 metrov  |
| Enterprise     | 1999         | 3000 metrov  |
| Inspiration    | 2009         | 3650 metrov  |

Japonska eksperimentalna vrtalna ladja Chikyū je postavila rekord za vrtanje okrog 7000 metrov pod morskih dnom.